# 久澄橋
久澄橋（きゅうちょうばし）は、愛知県豊田市の一級河川矢作川に架かる国道301号の橋である。

## 概要
名称は1882年（明治15年）初代の橋が架けられた際に、矢作川を讃えた「久遠清澄」から名付けられた。現在の橋は、1993年（平成5年）に完成した4径間の橋で、側径間の単純桁橋が中央2径間の単弦ローゼ橋をはさんでいる。放射状の吊材が特徴的な白いアーチ橋である。
建設当時まで単弦ローゼ橋の施工例が少なく、また補剛桁の吊材に放射状の斜材を用いてアーチリブと直角に交わるようにしたローゼ橋は史上初のことであった。独創的なデザインと景観の両立、および構造の統一性などが評価され、1994年（平成6年）度土木学会田中賞（作品賞）を受賞している。

## 意匠
架橋地点が矢作川緑地公園内であり、多くの市民の目に留まる橋梁となることから、地域のシンボルとなるデザインが検討された。トヨタ自動車本社の立地により戦後急速に発展した豊田市を象徴して日の出がテーマとなった。
4か所の親柱には、韓国産の花崗岩を組み合わせて、四神がデザインされている。